# You (chanson de Robin Stjernberg)
Pour les articles homonymes, voir You.
Singles de Robin Stjernberg
Scars
(2012)
Singles représentant la Suède au Concours Eurovision de la chanson
Euphoria
(2012) Undo
(2014)
You (en français, « Toi ») est une chanson pop sortie en 2013 du chanteur suédois Robin Stjernberg. La chanson a remporté le Melodifestivalen 2013 le 9 mars 2013 et représente la Suède au Concours Eurovision de la chanson 2013, à domicile, plus précisément à Malmö.

## Liste des pistes
Téléchargement
1. You - 3 min 04

## Classements
| Classement (2013)            | Meilleure position |
| ---------------------------- | ------------------ |
| Autriche (Ö3 Austria Top 40) | 61                 |
| Pays-Bas (Single Top 100)    | 42                 |
| Suède (Sverigetopplistan)    | 1                  |
| Finlande (Téléchargements)   | 27                 |

### Certifications
| Pays    | Organisme | Certification | Vente   |
| ------- | --------- | ------------- | ------- |
| Norvège | IFPI      | Platine       | 10 000  |
| Suède   | GLF       | 3 × Platine   | 120 000 |

## Historique des sorties
| Pays        | Date            | Format         | Label                 |
| ----------- | --------------- | -------------- | --------------------- |
| Suède       | 24 février 2013 | Téléchargement | Lionheart Music Group |
| Royaume-Uni | 24 février 2013 | Téléchargement | Lionheart Music Group |